# Katalin Baricz
Katalin Baricz (Lengyeltóti, 21 settembre 1948) è una fotografa ungherese.

## Biografia
Il padre, Ferenc, ex soldato della Transilvania, e la madre, Erzsébet Horváth, discendente da una famiglia di pescatori, erano agricoltori in un piccolo paese a qualche chilometro da Fonyód, sulla costa del lago Balaton. Aveva due sorelle. Secondo un'altra fonte il padre svolgeva la professione di giardiniere.
All'età di 12 anni chiese in regalo una macchina fotografica, da allora ha sempre fotografato. Ha provato a fare la giornalista, frequentando corsi a Budapest ma senza successo per poi dedicarsi alla ricerca sociale ed infine alla moda, dove ha trovato l'ambiente ideale per sviluppare le proprie idee e ciò le ha dato fiducia in sé stessa.
Dopo essersi diplomata a Fonyód, a 18 anni lasciò il villaggio per Budapest dove venne impiegata presso il Filmlaboratorio dal 1967 al 1974 e dove poté assistere al lavoro di alcuni tra i migliori fotografi ungheresi come Miklós Jancsó e Sándor Sára, migliorando inoltre le proprie tecniche.
Nel 1988 espose nella mostra internazionale L'immagine delle donne a Siena presso Palazzo San Galgano, Facoltà di Lettere dell'Università, cui parteciparono fotografe quali Adriana Argalia, Eva Besnyö, Elisabetta Catamo, Carla Cerati, Maryvonne Gilotte, Halina Holas-Idziak, Vera Isler-Leiner, Edith Lechtape, Verita Monselles, Zofia Rydet, Helen Sager, Leena Saraste, Giuliana Traverso
All'inizio degli anni 2000, in seguito alla morte dei suoi genitori, decise di lasciare Budapest pur conservandovi un appartamento, per tornare a vivere nella sua casa natale, per conservare le sue radici. Ma il desiderio di sperimentare, di trovare nuovi stimoli non si fermò: dopo aver acquistato una polaroid 600 ha iniziato a scattare molte immagini che però non ha quasi mai mostrato e che appervero circa dieci anni dopo. L'anno seguente uscì la sua ottava pubblicazione, il volume Human Nature, nella cui copertina fu raffigurata l'attrice austro-ungherese Coco König, che, era comparsa nel film The Carer (2016), poiché Baricz aveva fotografato l'attrice nel 2012, pubblicandola su un giornale, ed il regista János Edelényi l'aveva individuata come protagonista ideale del suo film. Sostiene di ispirarsi alla fotografia di André Kertész.
Le sue immagini fanno parte del Ungarisches Museum für Fotografie di Kecskemét.